# بوخهوفن
بوخهوفن (به آلمانی: Buchhofen) یک شهر در آلمان است که در دگندورف واقع شده‌است.

## خصوصیات
بوخهوفن ۱۵٫۷۱ کیلومترمربع مساحت دارد ۳۳۱ متر بالاتر از سطح دریا واقع شده‌است.